# クローヴァ
クローヴァ（伊: Crova）は、イタリア共和国ピエモンテ州ヴェルチェッリ県にある、人口約400人の基礎自治体（コムーネ）。

## 地理

### 位置・広がり
| 隣接するコムーネは以下の通り。 - リニャーナ - ロンセッコ - サラスコ - サン・ジェルマーノ・ヴェルチェッレーゼ - サンティア - トロンツァーノ・ヴェルチェッレーゼ |